# Ingeniería económica

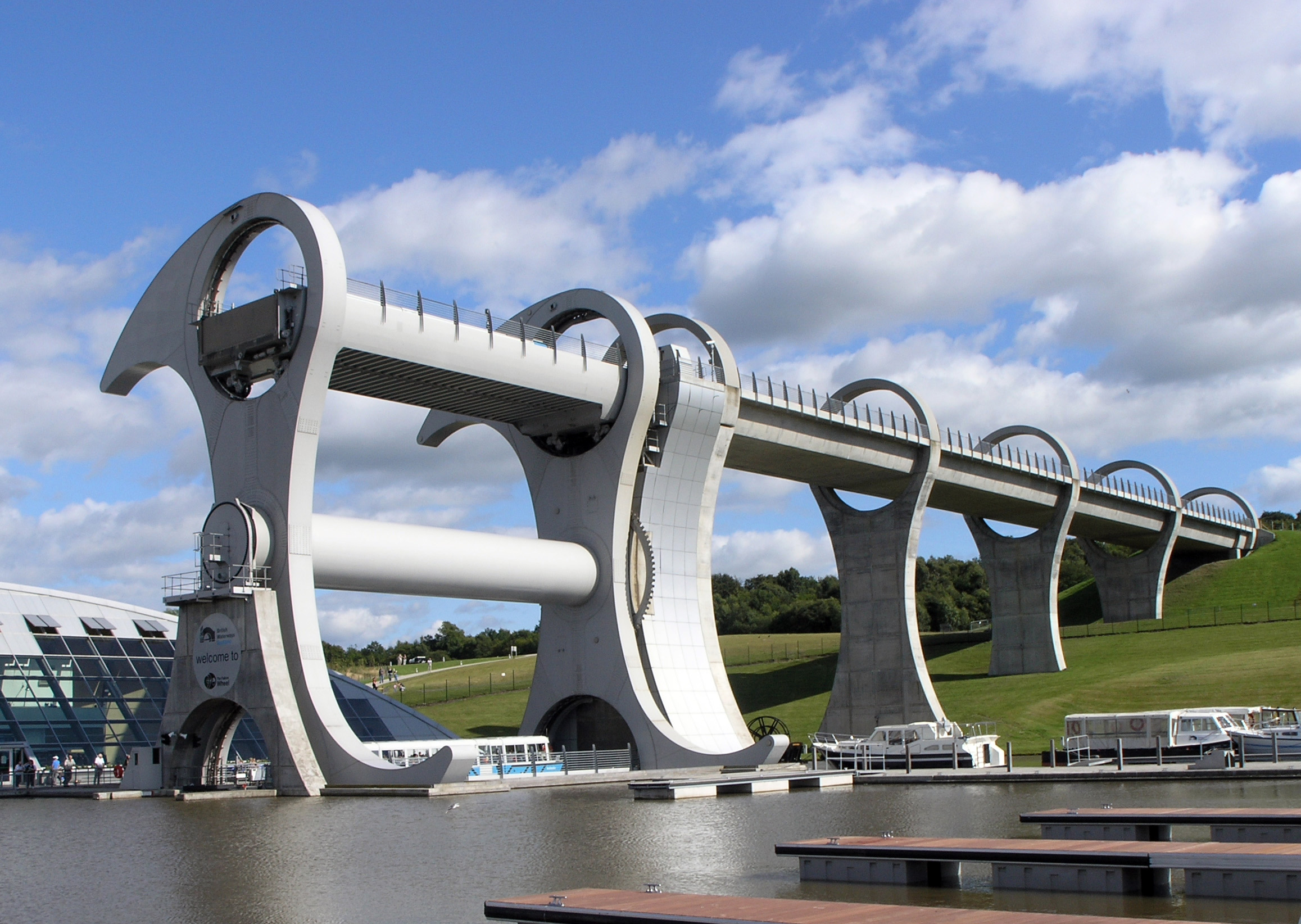
Lado de rueda Falkirk 2004.

La ingeniería económica conlleva la valoración sistemática de los resultados económicos de las soluciones sugeridas a cuestiones de ingeniería. Para que puedan aprobarse en lo económico, las resoluciones de los problemas deben impulsar un balance positivo del rendimiento a largo plazo, en relación con los costos a largo plazo y también deben promover el bienestar y la conservación de una organización, construir un cuerpo de técnicas e ideas creativas y renovadoras, permitir la fidelidad y la comprobación de los resultados que se esperan y llevar una idea hasta las últimas consecuencias en fines de un buen rendimiento (Sullivan et al., 2004, p.3).
Mientras tanto, la ingeniería económica es la rama que calcula las unidades monetarias, las determinaciones que los ingenieros toman y aconsejan a su labor para lograr que una empresa sea altamente rentable y competitiva en el mercado económico.
“La misión de la ingeniería económica consiste en balancear dichas negociaciones de la forma más económica” (Sullivan et al., 2004, p.3).
Principalmente la ingeniería económica propone formular, estimar y calcular los productos económicos  cuando existen opciones disponibles para proceder con un propósito definido.  En resumen, es un grupo de métodos matemáticos que facilitan las comparaciones económicas (Blank y Tarquin, 2006, p.6).

## Historia
Un precursor en este campo fue Arthur Wellington, el cual en 1887 redactó The Economic Theory of the Location of Railways. Este documento llamó la atención de la ingeniería en las valoraciones económicas. El ingeniero civil Wellington comentaba que la técnica  de partición de costo capitalizado debía ser manejada para destacar las longitudes ideales para las líneas del ferrocarril (Riggs et al., 2002, p.6). pi
En 1920 C. L. Fish y O. B. Goldman examinaron las inversiones en las estructuras creadas desde el punto de vista de las matemáticas actuariales. Fish creó un método de inversión que se relacionaba con el mercado de los bonos. En Financial Engineering, Goldman expuso un modelo de interés compuesto para acordar valores corporativos.
En el año de 1930 Eugene Grant escribió Principles of Engineering Economy. El autor se orientó a proponer un punto de vista económico en la ingeniería, analizando la relevancia de los criterios de juicio y la valoración de la inversión a corto plazo, como también las comparaciones comunes de inversiones a largo plazo en bienes de capital basadas en cálculo de interés compuesto. Es por ello que Eugene Grant es considerado “el padre de la ingeniería económica” (Sullivan et al., 2004, p. 4).
Los planteamientos modernos de flujo de efectivo descontado y el racionamiento del capital fueron predominados por la labor de Joel Dean. Las corrientes modernas están incrementando los límites de la ingeniería económica para abarcar nuevas técnicas de análisis de riesgo, sensibilidad e intangibles. Las técnicas tradicionales han mejorado para mostrar el interés contemporáneo por la conservación de bienes y uso óptimo del fondo público (Riggs et al., 2002, p. 7).

## Principios
Según Sullivan and quienes colaboraron con él para publicar Ingeniería económica de DeGarmo, esta disciplina se basa en siete principios:
- 1.er principio: Crear las alternativas

Las alternativas necesitan identificarse y luego definirse para ser empleada  en un análisis posterior.
- 2o principio: Concentrarse en las diferencias

Únicamente las diferencias entre datos esperados en las opciones son de importancia para su comparación y deben ser tomadas en cuenta en la toma de una decisión
- 3.er principio: El punto de vista debe de ser consistente.

Los resultados posteriores de las opciones, económicas o de otro tipo deben de irse desarrollando de una forma consistente a partir de una perspectiva establecida.
- 4o principio: Usar una unidad de medida común.

Se debe emplear una unidad de medida común para que el resultado sea posible y legible para la comparación de las otras opciones.
- 5o principio: Tomar en cuenta todos los valores relevantes

La toma de una buena decisión necesita de uno o más criterios. El proceso de decisión debe considerar tanto los resultados numerados en la unidad monetaria, como los que se expresan en alguna otra unidad de medida.
- 6o principio: Hacer explícita la incertidumbre.

La incertidumbre es inherente al proyectar los resultados posteriores  de las opciones y se debe reconocer en su respectivo análisis y comparación de los mismos.
- 7o principio: Revisar las decisiones.

La optimización del procedimiento de la toma de decisiones se crea a partir de un proceso adaptativo, hasta donde sea posible, los resultados de la opción tomada que se arrojaron al inicio deben compararse posteriormente con los resultados reales que se hayan logrado obtener.

## Papel en la toma de decisiones
Los métodos y técnicas de la ingeniería económica ayudan a  muchas personas a tomar decisiones. Como estas decisiones influyen en lo que posteriormente se hará en el marco de referencia temporal de esta ingeniería será el futuro, por lo tanto los números conforman las mejores estimaciones de lo que se espera que sucederá. Estas estimaciones están conformadas por tres elementos fundamentales: flujo de efectivo, tasa de interés y su tiempo de ocurrencia (Blank y Tarquin, 2006, p. 7). Los pasos en los procesos de la toma de decisiones son los siguientes:
1. Comprensión del problema y definición del objetivo
2. Reunión de datos importantes
3. Selección de posibles respuestas alternativas
4. Identificación de criterios para la toma de decisiones empleando uno o varios atributos
5. Valoración de las opciones existentes
6. Elección de la opción más óptima y adecuada
7. Implantar el resultado.
8. Vigilar todos los resultados.

Un estudio de ingeniería económica se realiza utilizando un procedimiento estructurado y diversas técnicas de modelado matemático. Después, los resultados económicos se usan en una situación de toma de decisiones que implica dos o más alternativas que por lo general incluye otra clase de información y conocimiento de ingeniería.